# جهانگیر جلیلوف
جهانگیر جلیلوف (تاجیکی: Ҷаҳонгир Ҷалилов؛ زادهٔ ۲۸ سپتامبر ۱۹۸۹) بازیکن فوتبال اهل تاجیکستان است.
از باشگاه‌هایی که در آن بازی کرده‌است می‌توان به باشگاه فوتبال استقلال دوشنبه اشاره کرد.
وی همچنین در تیم ملی فوتبال تاجیکستان بازی کرده‌است.